# Ain al Rami
Ain al rami (nu1 Sagittarii) is een ster in het sterrenbeeld Boogschutter (Sagittarius).

## Ecliptica
Net ten oosten van Ain al rami bevinden zich de bolvormige sterrenhoop NGC 6717 (Palomar 9) en de ster nu2 Sagittarii. Beide sterren, nu1 en nu2 Sagittarii, en NGC 6717, bevinden zich betrekkelijk dicht bij de Ecliptica, hetgeen betekent dat deze objecten, gezien vanaf de Aarde, regelmatig worden bezocht door de planeten van het Zonnestelsel, alsook bedekt kunnen worden door de Maan.